# Metta World Peace
Metta Sandiford-Artest, ur. jako Ronald William Artest, Jr., później znany też jako Metta World Peace (ur. 13 listopada 1979 w Nowym Jorku) – amerykański koszykarz, występujący na pozycji niskiego skrzydłowego, mistrz NBA z 2010.
W 1997 wystąpił w meczu wschodzących gwiazd - Nike Hoop Summit oraz McDonald’s All-American.
16 września 2011 sąd zatwierdził wniosek Artesta o zmianę imienia i nazwiska na Metta World Peace, który ten złożył w czerwcu 2011.

## Gra na uczelni
W swoim pierwszym sezonie gry na uczelni St.John’s zdobywał średnio prawie 12 punktów i 6,3 zbiórki w meczu. Wybrany został najlepszym debiutantem swojej konferencji. Wtedy też ustanowił swoje rekordy kariery na uczelni (26 punktów i 15 zbiórek). Będąc już drugoroczniakiem wybrany został do piątki gwiazd swojej konferencji oraz do trzeciej piątki całej ligi NCAA. Jego drużyna – St. John’s awansowała do finałów regionalnych co było największym sukcesem od 1991 roku. Artest zdobywał średnio 14,5 punktu, 6,3 zbiórki, 4,2 asysty i 1,2 bloku na mecz. Zaliczył również drugie w historii swojego college'u triple-double.

## Draft 1999
Ron Artest został wybrany przez Chicago Bulls w drafcie 1999, z numerem 16.

## Gra w Chicago Bulls
W pierwszym sezonie gry zdobywał średnio 12 punktów co plasowało go na czwartym miejscu w swojej drużynie. Miał też 1,65 przechwytów na mecz. Ta średnia plasowała go w czołowej dwudziestce ligi. Rozegrał 72 spotkania, z czego 63 w pierwszej piątce. Ponadto zbierał 4,3 piłek w meczu i miał prawie 3 asysty. Na parkiecie przebywał średnio nieco ponad pół godziny w każdym meczu. Został nominowany do drugiej piątki zawodników debiutujących w NBA. W drugim sezonie z rozegranych 76 spotkań, tylko dwa rozpoczynał na ławce rezerwowych. Średnia dwóch przechwytów na mecz dawała mu 7 lokatę w całej lidze. Minimalnie pogorszył średnią zdobywanych punktów, tym razem wynosiła ona 11,9 czyli o 0,1 mniej niż rok wcześniej. Łącznie w dwóch pierwszych latach przechwycił 271 piłek, co jest rekordem w historii drużyny Chicago Bulls. Tyle przechwytów w dwóch debiutanckich sezonach nie miał nawet Michael Jordan.
W sezonie 2001-02 Ron Artest opuścił początek sezonu zasadniczego, złamał palec. Po wyleczeniu kontuzji zdążył rozegrać w zespole „Byków” 27 spotkań, w których zdobywał 15,6 pkt, 4,9 zbiórek i 2,8 przechwytów. W sumie w barwach Chicago Bulls rozegrał 175 spotkań.

## Pobyt w Indianie Pacers
Władze klubu z Chicago zdecydowały się pozbyć Artesta i razem z Bradem Millerem został oddany do Indiany Pacers. Niedługo po przyjściu do nowej drużyny zagrał jeden z najlepszych spotkań w barwach Indiany. W potyczce z Miami Heat zdobył 24 punkty, dorzucił do tego 8 asyst, 8 zbiórek i 9 przechwytów. Sezon zakończył jako drugi przechwytujący całej NBA. Również w sezonie 2001-2002 po raz pierwszy wystąpił w fazie play-off. W jednym ze spotkań w ciągu 89 sekund zaliczył 3 przechwyty.
Sezon 02-03 ekipa Indiany rozpoczęła od bilansu 8-1. W listopadzie Ron Artest został zawodnikiem tygodnia – zdobywając średnio 20,3 punktów, 4,7 zbiórek, 4,7 asyst, 2 bloki i 1,7 przechwytów w meczu. Okazał się też pożytecznym defensorem. Tacy gracze jak Alan Houston czy Dirk Nowitzki, którzy zdobywali średnio ponad 20 punktów w każdym meczu, w pojedynku z Artestem mieli skuteczność około 20%. Artest był dwa razy zawieszany. Raz za kłótnie z trenerem rywali – Patem Rileyem, oraz za zniszczenie jednej z kamer. W sumie był zawieszony na 7 spotkań. Sezon skończył na drugim miejscu w klasyfikacji przechwytów. Był nominowany do tytułu najlepszego defensora ligi. W sezonie zasadniczym 02-03 rozegrał 69 spotkań, z czego 67 w pierwszym składzie. Zdobywał 15,5 punktów w meczu, miał 5,2 zbiórek i 2,9 przechwytów. W play-offach zdobywał średnio 19 punktów, 5,8 zbiórek i 2,5 przechwytów. Na koniec sezonu zajął drugie miejsce w głosowaniu na obrońcę roku NBA.
Sezon 03-04 był najbardziej udany w dotychczasowej karierze Artesta. Wybrano go najlepszym obrońcą ligi. Zagrał też w meczu gwiazd, w którym zdobył 7 punktów. Wybrany został również do najlepszej piątki obrońców i do trzeciej piątki całej NBA. Średnio zdobywał 18,3 punktu, 5,3 zbiórek, 3,7 asyst i 2,1 przechwytów. Dwa razy został zawodnikiem tygodnia. Zawodnicy pilnowani przez Artesta w regular season zdobywali średnio ponad 8 punktów w meczu. W fazie playoff „Ron Ron” był najlepszym strzelcem drużyny w pierwszej i drugiej rundzie zdobywając średnio ponad 20 punktów. W finale konferencji przeciwko Detroit Pistons, Artest zdobywał nieco ponad 14 punktów i miał tylko około 30% skuteczności rzutów z gry.
W pierwszych siedmiu spotkaniach sezonu 04-05 Artest rzucał średnio prawie 25 punktów na mecz. Podczas wielkiego skandalu i awantury na trybunach w meczu z Detroit Pistons, został zawieszony do końca sezonu. W następnym rozegrał 16 spotkań zdobywając średnio 19,4 pkt i 2,6 przechwytów został zawieszony przez swoją drużynę, bo żądał transferu do innego teamu.

## Gra w Sacramento Kings
Ron Artest przeniósł się do Sacramento Kings. Drużyna od momentu przyjścia zawodnika, wygrała 26 spotkań, przegrała 14 i zdołała z ósmego miejsca awansować do playoff. osiągnęła z Artestem bilans 26-14 co było trzecim wynikiem w NBA i awansowała do play-off z 8 miejsca, chociaż w trakcie sezonu przez chwilę, zespół z Sacramento był na przedostatnim miejscu w konferencji.
W sezonie 06-07 drużyna Sacramento Kings nie zdołała awansować do play-offów. Artest rozegrał 70 spotkań, 65 w wyjściowej piątce. Zdobywał średnio prawie 19 punktów, miał 6,5 zbiórek, 3,4 asyst i 2,1 przechwytów. Na parkiecie przebywał średnio 37,7 minut.

## Los Angeles Lakers
Od sezonu 2009-10 gra w Los Angeles Lakers. Zdobył z tą drużyną tytuł mistrzowski w 2010 r. 11 lipca 2013, po czterech sezonach w barwach Lakers, drużyna z Los Angeles zdecydowała się użyć na World Peace'ie opcji amnestii. 24 września 2015 roku podpisał ponownie umowę z klubem z Los Angeles.

## Gra w New York Knicks
16 czerwca 2013, poinformowano o związaniu się World Peace'a dwuletnim kontraktem z New York Knicks. 24 lutego 2014 został zwolniony przez Knicks po tym, jak jego kontrakt został wykupiony.

## Osiągnięcia
Stan na 25 lipca 2017, na podstawie, o ile nie zaznaczono inaczej.
NCAA
- Uczestnik:
  - rozgrywek Elite Eight turnieju NCAA (1999)
  - turnieju NCAA (1998, 1999)
- Laureat NIT/Haggerty Award (1999)[10]
- Zaliczony do:
  - I składu:
    - Big East (1999)
    - turnieju Big East (1998)
    - najlepszych pierwszorocznych zawodników Big East (1998)

  - III składu All-American (1999 przez AP, NABC)

NBA
- Mistrz NBA (2010)[11]
- Uczestnik meczu gwiazd NBA (2004)[12]
- Obrońca Roku NBA (2004)[13]
- Wybrany do:
  - I składu defensywnego NBA (2004, 2006)[14]
  - II składu:
    - defensywnego NBA (2003, 2009)[14]
    - debiutantów NBA (2000)[15]

  - III składu NBA (2004)[16]
- Zdobywca nagrody J. Walter Kennedy Citizenship Award (2011)[17]
- Zawodnik tygodnia NBA (17.11.2002, 9.11.2003, 29.03.2004)
- Lider play-off w średniej przechwytów (2003)[18]

## Statystyki w NBA
Na podstawie Basketball-Reference.com (ang.)

### Sezon regularny
| Sezon    | Drużyna     | M   | S5  | MPG  | FG%   | 3P%   | FT%   | RPG | APG | SPG | BPG | PPG  |
| -------- | ----------- | --- | --- | ---- | ----- | ----- | ----- | --- | --- | --- | --- | ---- |
| 1999/00  | Chicago     | 72  | 63  | 31,1 | 40,7% | 31,4% | 67,4% | 4,3 | 2,8 | 1,7 | 0,5 | 12,0 |
| 2000/01  | Chicago     | 76  | 74  | 31,1 | 40,1% | 29,1% | 75,0% | 3,9 | 3,0 | 2,0 | 0,6 | 11,9 |
| 2001/02  | Chicago     | 27  | 26  | 30,5 | 43,3% | 39,6% | 62,8% | 4,9 | 2,9 | 2,8 | 0,9 | 15,6 |
| 2001/02  | Indiana     | 28  | 24  | 29,3 | 41,1% | 21,5% | 73,3% | 5,0 | 1,8 | 2,4 | 0,6 | 10,9 |
| 2002/03  | Indiana     | 69  | 67  | 33,6 | 42,8% | 33,6% | 73,6% | 5,2 | 2,9 | 2,3 | 0,7 | 15,5 |
| 2003/04  | Indiana     | 73  | 71  | 37,2 | 42,1% | 31,0% | 73,3% | 5,3 | 3,7 | 2,1 | 0,7 | 18,3 |
| 2004/05  | Indiana     | 7   | 7   | 41,6 | 49,6% | 41,2% | 92,2% | 6,4 | 3,1 | 1,7 | 0,9 | 24,6 |
| 2005/06  | Indiana     | 16  | 16  | 37,7 | 46,0% | 33,3% | 61,2% | 4,9 | 2,2 | 2,6 | 0,7 | 19,4 |
| 2005/06  | Sacramento  | 40  | 40  | 40,1 | 38,3% | 30,2% | 71,7% | 5,2 | 4,2 | 2,0 | 0,8 | 16,9 |
| 2006/07  | Sacramento  | 70  | 65  | 37,7 | 44,0% | 35,8% | 74,0% | 6,5 | 3,4 | 2,1 | 0,6 | 18,8 |
| 2007/08  | Sacramento  | 57  | 54  | 38,1 | 45,3% | 38,0% | 71,9% | 5,8 | 3,5 | 2,3 | 0,7 | 20,5 |
| 2008/09  | Houston     | 69  | 55  | 35,5 | 40,1% | 39,9% | 74,8% | 5,2 | 3,3 | 1,5 | 0,3 | 17,1 |
| 2009/10  | L.A. Lakers | 77  | 77  | 33,8 | 41,4% | 35,5% | 68,8% | 4,3 | 3,0 | 1,4 | 0,3 | 11,0 |
| 2010/11  | L.A. Lakers | 82  | 82  | 29,4 | 39,7% | 35,6% | 67,6% | 3,3 | 2,1 | 1,5 | 0,4 | 8,5  |
| 2011/12  | L.A. Lakers | 64  | 45  | 26,9 | 39,4% | 29,6% | 61,7% | 3,4 | 2,2 | 1,1 | 0,4 | 7,7  |
| 2012/13  | L.A. Lakers | 75  | 66  | 33,7 | 40,3% | 34,2% | 73,4% | 5,0 | 1,5 | 1,6 | 0,6 | 12,4 |
| 2013/14  | New York    | 29  | 1   | 13,4 | 39,7% | 31,5% | 62,5% | 2,0 | 0,6 | 0,8 | 0,3 | 4,8  |
| 2015/16  | L.A. Lakers | 35  | 5   | 16,9 | 31,1% | 31,0% | 70,2% | 2,5 | 0,8 | 0,6 | 0,3 | 5,0  |
| 2016/17  | L.A. Lakers | 25  | 2   | 6,4  | 27,9% | 23,7% | 62,5% | 0,8 | 0,4 | 0,4 | 0,1 | 2,3  |
| Razem    |             | 991 | 840 | 31,7 | 41,4% | 33,9% | 71,5% | 4,5 | 2,7 | 1,7 | 0,5 | 13,2 |
| All-Star |             | 1   | 0   | 17,0 | 60%   | 0%    | 50%   | 3,0 | 3,0 | 1,0 | 0   | 7,0  |

### Play-offy
| Sezon | Drużyna     | M  | S5 | MPG  | FG%   | 3P%   | FT%    | RPG | APG | SPG | BPG | PPG  |
| ----- | ----------- | -- | -- | ---- | ----- | ----- | ------ | --- | --- | --- | --- | ---- |
| 2002  | Indiana     | 5  | 5  | 33,4 | 40,7% | 46,2% | 69,2%  | 6,0 | 3,2 | 2,6 | 0,6 | 11,8 |
| 2003  | Indiana     | 6  | 6  | 42,0 | 38,9% | 38,7% | 80,0%  | 5,8 | 2,2 | 2,5 | 1,0 | 19,0 |
| 2004  | Indiana     | 15 | 15 | 38,9 | 37,8% | 28,8% | 71,8%  | 6,5 | 3,2 | 1,4 | 1,1 | 18,4 |
| 2006  | Sacramento  | 5  | 5  | 39,6 | 38,3% | 33,3% | 69,6%  | 5,0 | 3,0 | 1,6 | 0,8 | 17,4 |
| 2009  | Houston     | 13 | 13 | 37,5 | 39,4% | 27,7% | 71,4%  | 4,3 | 4,2 | 1,1 | 0,2 | 15,6 |
| 2010  | L.A. Lakers | 23 | 23 | 36,5 | 39,8% | 29,1% | 57,9%  | 4,0 | 2,1 | 1,5 | 0,5 | 11,2 |
| 2011  | L.A. Lakers | 9  | 9  | 31,9 | 44,3% | 32,1% | 76,2%  | 4,6 | 2,2 | 1,1 | 0,8 | 10,6 |
| 2012  | L.A. Lakers | 6  | 6  | 39,3 | 36,7% | 38,9% | 75,0%  | 3,5 | 2,3 | 2,2 | 0,7 | 11,7 |
| 2013  | L.A. Lakers | 3  | 3  | 28,0 | 25,0% | 14,3% | 100,0% | 3,7 | 1,7 | 0,7 | 0,3 | 6,0  |
| Razem |             | 85 | 85 | 36,9 | 38,9% | 30,8% | 71,4%  | 4,8 | 2,8 | 1,5 | 0,7 | 13,9 |